# 勒蒙迪约
勒蒙迪约（法語：Le Mont-Dieu，發音：[lə mɔ̃ djø]）是法国大東部大區阿登省的一个旧市镇，原属于色当区。2025年1月1日，勒蒙迪约与市镇塔奈合并为新市镇塔奈-勒蒙迪约，成为了塔奈-勒蒙迪约的委派市镇，并改属武济耶区。

## 地理
勒蒙迪约（49°32'6"N, 4°52'41"E）面积18.72 平方千米，位于法国大東部大區阿登省，该省份为法国北部内陆省份，西接埃纳省，南至马恩省，东临默兹省，北与比利时接壤。
与勒蒙迪约接壤的市镇（或旧市镇、城区）包括：大阿尔穆瓦斯、阿尔泰斯勒维维耶、拉讷维尔阿迈尔、索维尔、斯托讷、锡村、旺德雷斯。
勒蒙迪约的时区为UTC+01:00、UTC+02:00（夏令时）。

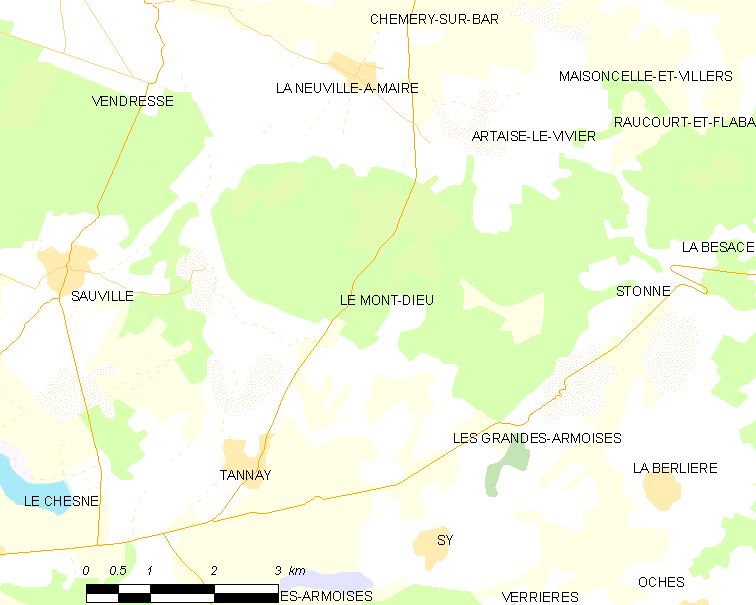
勒蒙迪约的OSM定位图

## 行政
勒蒙迪约的邮政编码为08390，INSEE市镇编码为08300。

## 政治
勒蒙迪约所属的省级选区为武济耶县。

## 人口

1962-2008年间勒蒙迪约人口变化图示

勒蒙迪约于2022年1月1日时的人口数量为11人。